# Корбетт, Том
Томас «Том» Корбетт (англ. Thomas W. «Tom» Corbett, 17 июня 1949, Филадельфия, Пенсильвания) — американский политик, представляющий Республиканскую партию. 46-й губернатор штата Пенсильвания.

## Биография

### Ранние годы, образование и карьера
Корбетт получил степень бакалавра в Lebanon Valley College, после чего в течение года работал учителем. Затем он получил степень доктора права в юридической школе университета Св. Марии в Сан-Антонио, Техас. С 1971 по 1984 год Корбетт служил в 28-й пехотной дивизии Национальной гвардии, дослужившись до звания капитана.
Корбетт начал свою юридическую карьеру помощником окружного прокурора в округе Аллегейни. Через три с половиной года, в 1980 году, он стал помощником прокурора Западного округа штата Пенсильвания. С 1983 года Корбетт несколько лет занимался частной практикой. В этот период он выиграл свои первые выборы, став мировым судьёй в тауншипе Шалер (округ Аллегейни, Пенсильвания).
В 1989 году сенаторы Джон Хайнц и Арлен Спектер рекомендовали президенту Бушу назначить Корбетта на должность прокурора Западного округа штата Пенсильвания. Корбетт находился на этой должности до мая 1993 года, когда его уволил президент Билл Клинтон.
Корбетт вернулся к частной практике, а также был консультантом губернаторской кампании Тома Риджа. После победы Риджа Корбетт был членом ряда комиссий штата, в том числе Комиссии по предупреждению преступности и правонарушений, которую он возглавлял.
Корбетт оставил свой пост в 1997 году и снова занялся частной практикой. Сначала он был главным юрисконсультом компании Waste Management, Inc, занимающейся утилизацией отходов, а затем открыл собственную практику.

### Политическая карьера
В 1995 году Корбетт был назначен на должность генерального прокурора штата Пенсильвания. В качестве условия его утверждения представители Демократической партии в сенате штата потребовали, чтобы он не баллотировался на переизбрание в 1996 году.
В 2004 году Корбетт победил на выборах генерального прокурора штата своего основного соперника, демократа Джима Эйзенхауэра (50,4 % и 48,3 % голосов соответственно). Представитель Партии зелёных Маракай Роджерс набрал 1,3 % голосов. Корбетт был переизбран в 2008 году. Он победил демократ Джона Морганелли, набрав 52,36 % голосов против 45,84 % у соперника.
15 сентября 2009 года Корбетт официально выдвинул свою кандидатуру на пост губернатора штата Пенсильвания, и 18 мая 2010 года выиграл праймериз Республиканской партии, набрав почти 70 % голосов. 2 ноября 2010 года Корбетт был избран губернатором штата Пенсильвания, сменив на этом посту демократа Эда Ренделла. На выборах он набрал 54,5 % голосов, а его конкурент Дэн Онорато — 45,5 %. Корбетт вступил в должность губернатора 18 января 2011 года.

### Личная жизнь
У Корбетта и его жены Сьюзан двое детей: Том и Кэтрин. Том работает продюсером интерактивных игр, а Кэтрин государственным обвинителем в офисе окружного прокурора в Филадельфии.